# Sameer Jawdat
Sameer Jawdat, född 8 oktober 1965, är en saudisk bågskytt. Han deltog vid olympiska sommarspelen 1988.